# Expansion maxillaire
L'expansion maxillaire est une procédure orthodontique qui vise à élargir une mâchoire supérieure trop étroite. Cela permet de rétablir l'équilibre entre la largeur des mâchoires et de faciliter le passage de l'air dans la cavité nasale.
Pour les enfants, on a souvent recours à un appareil d'expansion du palais. Chez l'adulte, par contre, une intervention chirurgicale appelée Expansion Palatine Rapide Assistée Chirurgicalement (EPRAC) est parfois recommandée. Le patient doit alors consulter un chirurgien oral à la suite de la recommandation de l'orthodontiste.      
L'expansion maxillaire vise à corriger une malformation mineure appelée palais ogival. Cette malformation peut entre autres être causée par des maladies génétiques telles que le syndrome de Crouzon.